# On a Sunday
«On a Sunday» es una canción interpretada por la cantante rumana Ester Peony. Se estrenó de manera independiente para su descarga digital y streaming el 17 de enero de 2019. Ioana Victoria Badea escribió la pista, mientras que Peony compuso la música junto con Alexandru Șerbu. Es una balada mid-tempo influenciada por la música de los años 2000, blues, R&B contemporáneo y soul, respaldada por percusión, guitarra, sintetizadores y ritmos de trance. Sus letras discuten acerca de una relación fallida, mientras que Peony reflexiona sobre un antiguo interés amoroso y la inútil idea de que podría regresar. Algunos compararon el tema con la canción «The Wayfaring Stranger».
Con «On a Sunday», Peony representó a Rumania en el Festival de la Canción de Eurovisión 2019 en Tel Aviv, Israel, después de ganar el concurso de selección Selecția Naționala. La artista no pudo clasificar para la final; fue la segunda descalificación consecutiva del país. Durante gran parte de su presentación, inspirada en la subcultura gótica, Peony interpretó la canción en un sillón rojo mientras sus bailarines la acompañaban en una batalla entre el bien y el mal, amplificada visualmente por varios gráficos oscuros presentados a través de pantallas LED. El espectáculo fue el primero en la historia de Rumania en ser invertido significativamente por la Sociedad Rumana de Televisión (TVR), con costos de 100.000 euros.
La pista recibió reseñas variadas por parte de los críticos de música; algunos elogiaron su producción, su estilo contemporáneo y las voces de Peony. La cantante interpretó la canción en varias estaciones de radio y televisión rumanas, así como en el espectáculo de Eurovisión en Países Bajos y España. El sello Cat Music estrenó el video oficial de la canción en su canal de YouTube el 10 de marzo de 2019. Filmado por Petre Nastase en la Casa Monteoru en Bucarest, el video presenta a la artista mientras explora una casa abandonada.

## Antecedentes y composición
Ester Peony logró reconocimiento en 2014 por sus versiones de canciones en YouTube, y le ofrecieron un contrato con una discográfica rumana. Posteriormente, alcanzó el éxito comercial en Rumania con su sencillo de 2015 «Sub aripa ta»; la pista estuvo presente en varias estaciones de radio y televisión del país. «On a Sunday» se publicó de manera independiente para su descarga digital y streaming como sencillo el 17 de enero de 2019. Ioana Victoria Badea escribió la canción, mientras que Peony compuso la música junto con Alexandru Șerbu. La idea detrás de «On a Sunday» vino por un acorde de guitarra que inspiró a Peony para crear una melodía vocal. El título de la canción se menciona dos veces durante el primer verso, y afirma que en el día de septiembre «ocurrió una ruptura».
«On a Sunday» es una balada «oscura y sentimental» de electropop mid-tempo, con influencias de la música de los años 2000, blues, R&B contemporáneo y soul, acompañada por ritmos de trance, percusión, guitarra occidental y sintetizadores. Los críticos también señalaron características de jazz, góticas y étnicas en el tema. Las letras de la canción se centran en una relación fallida; Peony comentó en una entrevista que «el amor se vuelve peligroso cuando se le entrega a la persona equivocada». Con respecto a su temática, Diego Pinzon, del sitio web Wiwibloggs, la describió como «una anécdota personal sobre la complejidad del amor». También escribió que: «[Peony] canta hábilmente sobre estar obsesionada con un antiguo amor — y la idea, en última instancia inútil, de que pueda regresar. Ese anhelo, que puede conducir a las personas a una depresión severa, a menudo se siente como el fin del mundo. Lidiar con eso empuja a algunas personas al límite — y muy claramente [...] Peony puede con ello».
Para la participación de Peony en el Festival de la Canción de Eurovisión 2019, remasterizaron su canción «On a Sunday», y experimentó «cambios estructurales [...] en sus últimas partes», lo que condujo a «unos rítmos más duros en algunos versos». La cantante explicó que: «La nueva versión de la canción viene con un rítmo ligeramente diferente y más dinámico. Pero al mismo tiempo mantiene ese lado oscuro». Con una duración de tres minutos y cuatro segundos, la versión remasterizada de «On a Sunday» se lanzó el 10 de marzo de 2019 a través de Cat Music junto con su portada, en reemplazo de la versión anterior del sencillo. La discográfica también lanzó un CD en Rumania.

## Recepción

### Comentarios de la crítica
Tras su lanzamiento, «On a Sunday» ha recibido reseñas variadas por parte de los críticos de música. Julian Geiser, de Wiwibloggs, escribió que la canción tiene «una calidad sensual y destacada», mientras que Pinzon, del mismo sitio web, la describió como «completamente contemporánea» con un «atractivo universal». Durante una reseña general de Wiwibloggs, varios críticos elogiaron la voz de Peony, el sonido pegadizo de la canción y su instrumentación; sin embargo, uno de ellos criticó su «rítmo plano». Los críticos del sitio web le otorgaron al sencillo una calificación de 7.04 de 10. Jonathan Currinn, de CelebMix, elogió la voz «emocional y clásica» de la cantante, pero comentó que la canción era «algo decepcionante lírica y rítmicamente».

### Acusaciones de plagio
Debido a las acusaciones de plagio de la canción «The Wayfaring Stranger», la Sociedad Rumana de Televisión (TVR) decidió establecer una comisión para analizar «On a Sunday» en febrero de 2019; los profesionales Dan Dediu, Andrei Kerestely, Cristian Faur, Laurențiu Oprea y Gabriel Scîrlet se encargaron. El canal informó de manera concluyente: «Aunque hay algunas similitudes [...], es un fraseo de menor importancia, que no es la esencia de "On a Sunday". [...] En conclusión, [la canción], incluso si tiene algunas influencias, no puede considerarse un plagio».

## Video musical y promoción
A finales de febrero de 2019, se completó el rodaje del video oficial de «On a Sunday»; Petre Nastase dirigió el videoclip en la Casa Monteoru en Bucarest, Rumania. El cortometraje se estrenó en el canal oficial del sello Cat Music en YouTube el 10 de marzo de 2019 y presenta a Peony «encarcelada en una casa desierta». Empieza con tomas de una mansión «vieja y abandonada» por la noche, donde la cantante ingresa. Se muestra el interior de la casa, donde un husky yace sobre un sofá. A través del videoclip, Peony interpreta la canción, mientras luce diversos atuendos. Entre otras actividades, la artista explora la casa, interactúa con dos clones de sí misma que desaparecen en medio de las llamas y más tarde, aparece frente a un acuario. En una entrevista, Nastase explicó su visión del video: «La canción es la historia de una relación tóxica, por lo que creamos un personaje que ingresa a una mansión [...] que es perseguida por varios espíritus». Peony añadió que: «El personaje principal está atrapado en un universo paralelo, perseguido por su propio fantasma. Igor, el perro, es el guardián de la casa. Cuando me convierto en parte de la casa, Igor se convierte también en mi tutor».
El video musical ha recibido reseñas generalmente positivas. Nick van Lith, de ESCXtra, lo aclamó y señaló un «ambiente malhumorado y embrujado». Además, afirmó que: «Con una iluminación inteligente, el resultado es de hecho un video muy intrigante». William Lee Adams, de Wiwibloggs, hizo eco de las palabras de Van Lith y comparó la mansión con la que aparece en la serie de Netflix The Haunting of Hill House debido a «sus muros abandonados y su misteriosa destrucción». Adams pensó que el video fue «audaz y un poco descarado», así como «atrayente con su vida marina flotando en el cielo y sus espejos que reflejan todo tipo de locura». Pinzon, del mismo sitio web, añadió: «La casa se ha convertido en una prisión de fabricación propia de Ester. Su incapacidad para seguir adelante ha convertido la situación en una pesadilla. La agitación interna de la cantante — que se exhibe de una manera tan cruda y visceral — hace que el espectador sienta su dolor». Currinn, de CelebMix, le otorgó una reseña variada: «Peony parece una bruja que ha sido despreciada y está practicando su magia para estar preparada para recuperar la suya. Es una presentación pura. [...] Es una visión inquietante, pero podrían haber hecho más con sus habilidades mágicas – deja mucho que desear, al igual que la canción en sí».
Para una mayor promoción, Peony interpretó «On a Sunday» en directo durante O melodie pentru Europa 2019 el 2 de marzo, la final nacional de Moldavia para seleccionar a su representante en el Festival de la Canción de Eurovisión 2019. Ese mismo mes, la artista se presentó en los programas de televisión rumanos, Neatza cu Răzvan și Dani, La Măruță, Vorbește Lumea, Teo Show, y Star matinal, así como en las estaciones de radio Pro FM, București FM, Digi FM y Magic FM. En abril, la cantante actuó en vivo para las fiestas previas al Festival de Eurovisión, incluidos Eurovisión en Concierto en Ámsterdam y PreParty ES en Madrid.

## Eurovisión

### Selección nacional
TVR permitió que los artistas y compositores enviarán a sus representantes en el programa de selección Selecția Națională entre el 9 de noviembre y el 10 de diciembre de 2018 para seleccionar al representante oficial del Festival de la Canción de Eurovisión 2019. Un jurado compuesto por profesionales de la música calificó todas las canciones; el 20 de diciembre se revelaron los 24 semi-finalistas. Durante la segunda semifinal celebrada el 10 de febrero de 2019, el jurado clasificó a Peony en el tercer lugar para la final. En la última ocasión una semana después, la artista fue elegida para representar a Rumania en Eurovisión con un total de 65 puntos; consiste en 62 puntos del jurado y tres puntos de la televotación. La recepción del público respecto a la victoria de Peony fue variada en su mayoría. Durante su espectáculo, la cantante apareció sentada en un sillón vintage con un vestido rojo y ramas pintadas en sus brazos. Estuvo acompañada por dos vocalistas de respaldo, un guitarrista y un baterista, mientras se proyectó una casa encantada y lluvia en la pantalla LED detrás de ella. Alexandra Chivu, de Fanatik, elogió la presentación de Peony; la describió como «apoteósica» y etiquetó su voz como «perfecta». Geister, de Wiwibloggs, describió la pantalla gráfica como «maravillosa». Currinn, de CelebMix, escribió que «la producción en el escenario [...] ciertamente necesita algo de trabajo», mientras que Thomas Ling, de Radio Times, dijo que la presentación fue «memorable», aunque afirmó que algunos detalles eran «incómodos».

### Tel Aviv
El Festival de la Canción de Eurovisión 2019 tomó lugar en la Expo Tel Aviv en Tel Aviv, Israel y consistió en dos semifinales el 14 y 16 de mayo, y la final el 18 de mayo de 2019. Según las reglas de Eurovisión, cada país, excepto el país anfitrión y los «Big 5» (Alemania, España, Francia, Italia y el Reino Unido), debían clasificarse en una de las dos semifinales para competir por la final; los diez principales países de cada semifinal avanzaron a la final. En abril de 2019, se anunció que «On a Sunday» podría quedar en sexto lugar en la segunda semifinal del concurso, siguiendo a Letonia y precediendo a Dinamarca. Rumania no logró clasificar a la final; fue la segunda descalificación consecutiva del país.

#### Presentación en directo y recepción
Con respecto a la presentación de Peony, dirigida por Nastase, se reveló que mantendría el concepto del video musical de la canción. En el escenario, Peony estuvo acompañada por dos vocalistas femeninas, — Adela y Antonia — Șerbu, y dos bailarines masculinos — Vlad Mircea y Valentin Cristian Chiș; este último también fue el coreógrafo del espectáculo. Nastase comentó que: «Todos los elementos del show que usamos—efectos especiales, luces y gráficos—lo preparamos. Hemos mantenido el sillón presentado en la final nacional porque está integrado en una historia especial en los gráficos». El 2019 fue la primera vez que se puso un énfasis específico en la puesta en escena y los efectos especiales de la presentación con un presupuesto otorgado por TVR con una cifra cercana a los 100,000 euros. También fue la primera vez que Rumania produjo sus propios gráficos para Eurovisión. Nastase afirmó: «Es la primera vez que se asigna más dinero para el programa que para la delegación, en comparación con los años anteriores [...] Nadie lo notará si no invierte en el programa». Los ensayos técnicos de Peony en Tel Aviv—con un costo entre 2,000 y 2,500 euros cada uno—estaban programados para el 6 de mayo y 10 de mayo de 2019. La artista se preparó para el espectáculo tomando clases vocales.
Durante su presentación inspirada en la subcultura gótica, Peony aparece frente a una casa embrujada con dos espíritus—descritos como fantasmas «que han estado cautivos en la casa encantada durante varias generaciones»; ambos son interpretados por sus vocalistas de respaldo. Los bailarines que la acompañan representan una batalla entre el bien y el mal que se amplifica visualmente con la presentación de agua, fuego y varios gráficos oscuros en las pantallas LED, así como a través de la pirotecnia. La pelea también representa la letra de la canción, lo que refleja la relación tóxica que se discute en ella. Durante una gran parte de la presentación, Peony se sienta en un sillón rojo, con los bailarines en el centro del escenario a lo largo del primer verso de la pista; más tarde, se unen a ella al ritmo del estribillo. Mientras canta, Peony intenta liberarse y no seguir siendo «prisionera de su demonio», en última instancia «desatando fuego que derrota el mal y la oscuridad». El espectáculo termina con una etapa más brillante en comparación con el comienzo y tomas de peonías que florecen en la tierra quemada en el fondo, lo que simboliza un «futuro esperanzador». Durante la presentación, Peony usa un blazer negro de mayor longitud adornado con lentejuelas negras, junto con una camisa blanca con un cuello grande y una falda negra con diseños de «campesinos» y «victorianos». Los bailarines lucen volantes de cuello «estilo renacentista» y chalecos con una espalda abierta que expone arneses negros.
La presentación ha recibido reseñas positivas por parte de los críticos. Angus Quinn, de Wiwibloggs, comparó la puesta en escena con un «mundo que parece colapsar sobre sí mismo» similar a Atlantis. También dijo que Peony canalizaba a Marlene Dietrich y al Conde Drácula, y comentó: «Ester Peony es una presencia verdaderamente cautivadora. Su magnetismo atrae a sus bailarines. [...] Esto canaliza a Transilvania, pone a Drácula a la moda y explota en un climax feroz antes de cerrar». Stratos Agadellis, de ESCToday, escribió que el atuendo de la cantante combinaba elementos masculinos y femeninos, pero lo criticó por estar ligeramente «desarticulado». Michael Outerson, de EuroVisionary, sintió que la presentación tenía un «ambiente de Nueva Orleans», específicamente debido a los «elementos de la casa encantada». Además, comparó la ropa de las cantantes de respaldo con la de una niña escolar y con respecto a la puesta en escena, escribió: «Necesitan trabajar en su entrada al escenario».

#### Puntos otorgados a Rumania
A continuación se muestra la puntuación otorgada a Rumania en la segunda semifinal del concurso, así como la votación del jurado y la televotación realizada durante el espectáculo. Rumania quedó en el 13° lugar con un total de 71 puntos. El país recibió 24 puntos del televoto; 12 otorgados por Moldavia, diez de Italia y uno por parte de Irlanda y el Reino Unido. Los puntos del jurado fueron en total 47, incluidos 12 de Rusia y Moldavia, y ocho de Azerbaiyán.
| Puntos otorgados a Rumania (semifinal 2) | Puntos otorgados a Rumania (semifinal 2) | Puntos otorgados a Rumania (semifinal 2) | Puntos otorgados a Rumania (semifinal 2) | Puntos otorgados a Rumania (semifinal 2) |
| Televoto                                 | Televoto                                 | Televoto                                 | Televoto                                 | Televoto                                 |
| 12 puntos                                | 10 puntos                                | 8 puntos                                 | 7 puntos                                 | 6 puntos                                 |
| ---------------------------------------- | ---------------------------------------- | ---------------------------------------- | ---------------------------------------- | ---------------------------------------- |
| - Moldavia                               | - Italia                                 |                                          |                                          |                                          |
| 5 puntos                                 | 4 puntos                                 | 3 puntos                                 | 2 puntos                                 | 1 punto                                  |
|                                          |                                          |                                          |                                          | - Irlanda - Reino Unido                  |
| Jurado                                   |                                          |                                          |                                          |                                          |
| 12 puntos                                | 10 puntos                                | 8 puntos                                 | 7 puntos                                 | 6 puntos                                 |
| - Rusia - Moldavia                       |                                          | - Azerbaiyán                             |                                          |                                          |
| 5 puntos                                 | 4 puntos                                 | 3 puntos                                 | 2 puntos                                 | 1 punto                                  |
| - Reino Unido                            | - Alemania                               |                                          | - Italia - Armenia                       | - Macedonia del Norte - Malta            |

## Formatos
| Descarga digital |               |          |  |
| N.º              | Título        | Duración |  |
| 1.               | «On a Sunday» | 3:01     |  |

## Historial de lanzamiento
| País    | Fecha               | Formato(s)                 | Discográfica  | Ref    |
| ------- | ------------------- | -------------------------- | ------------- | ------ |
| Rumania | 17 de enero de 2019 | Descarga digital streaming | Independiente | [ 2 ]  |
| Rumania | 2019                | CD                         | Cat Music     | [ 15 ] |